# 豐仁站
丰仁站（韓語：풍인역）是朝鮮民主主義人民共和國咸镜北道稳城郡丰仁劳动者区的一個鐵路車站，属于咸北线。

## 邻近车站
咸北线
穩城站 - 丰仁站 - 黄坡站